# Касымов, Насыр
Насыр Касымов — советский узбекистанский хозяйственный деятель, Герой Социалистического Труда.

## Биография
Родился в 1927 году на территории современного Сариассийского района Сурхандарьинской области.
В 1944—1953 — колхозник, в 1954—1956 — тракторист, в 1956—1966 — механизатор Узунской МТС и колхоза «Коммунизм», в 1966—1987 — бригадир комплексной механизированной бригады колхоза «Коммунизм» Сариассийского района Сурхандарьинской области.
Указом Президиума Верховного Совета СССР от 11 января 1957 года присвоено звание Героя Социалистического Труда с вручением ордена Ленина и золотой медали «Серп и Молот».
Умер после 1987 года в Сурхандарьинской области.

## Награды и звания
- Герой Социалистического Труда (11.01.1957)
- Орден Ленина (11.01.1957)